# 开展早熟禾
开展早熟禾（学名：Poa patens Keng）是一种禾本科植物。这种植物分布于中国的云南、四川、西藏、青海和新疆；此外，在中亚及西伯利亚南部也有。
种名patens意为伸展的。